# Emmy Köhler

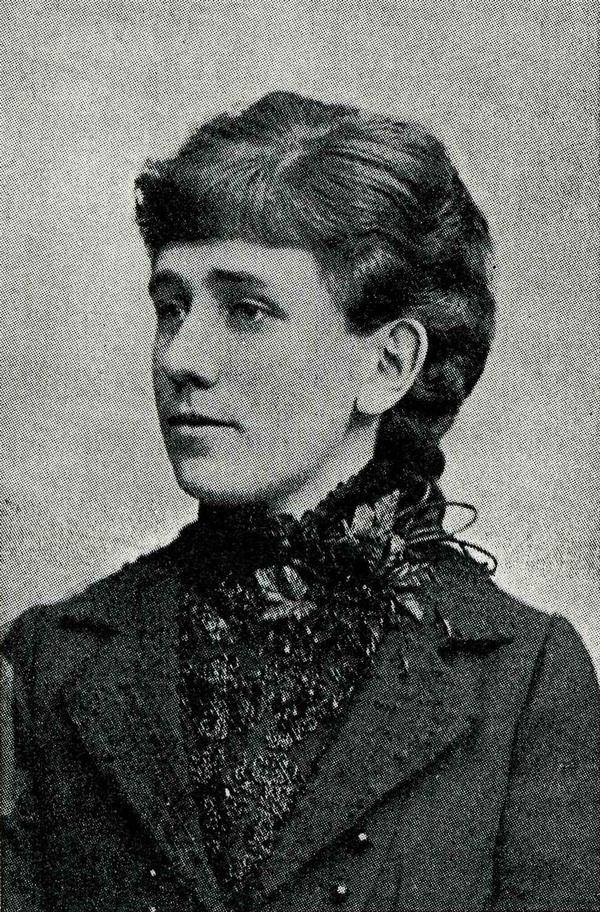
Emmy Köhler, ca. 1885

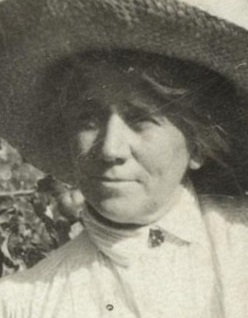
Emmy Köhler 1905

Emmy Christina (oder Kristina) Köhler (* 22. Mai 1858 in Stockholm, Schweden als Emmy Welin; † 2. Februar 1925 in Fresta (heute Gemeinde Upplands Väsby)) war eine schwedische Schriftstellerin, Komponistin und Lehrerin. Sie dichtete und komponierte zahlreiche Lieder, darunter das in Schweden bis heute überaus beliebte Weihnachtslied Nu tändas tusen juleljus. Unter dem  Pseudonym Eyvor Stéen veröffentlichte sie daneben Zeitungsartikel und Novellen.

## Familie
Emmy Welin war eine Tochter von Armand Welin (1830–1876) und der Freiherrin Wilhelmina Rappe. Ihr Vater arbeitete als Hofkämmerer und daneben als Violinist in der Hofkapelle. Zudem war er in der Evangeliska Fosterlandsstiftelse engagiert, einer der Gemeinschaftsbewegung nahestehenden Organisation innerhalb der lutherischen Schwedischen Kirche. Zu ihren vier jüngeren Geschwistern gehören der Industrielle Axel Welin und der Politiker und Eisenbahndirektor Gustaf Welin. 
1891 heiratete Emmy Welin den zwei Jahre jüngeren Sven Köhler, Kanzleirat im Finanzministerium. Die Familie hatte drei Kinder: Gunnar (1891–1936), Ingrid (1895–1939), die selbst eine erfolgreiche Künstlerin wurde, und Berit (1898–1939), die Mutter des Künstlers Magnus Wallin. Die Familie wohnte ab 1903 auf dem Gutshof Norrsätra in der Gemeinde Fresta nördlich von Stockholm. Sie verkehrte mit Musikern wie Hugo Alfvén und Tor Aulin, aber auch mit Lina Sandell-Berg, der bedeutendsten Dichterin der schwedischen Erweckungsbewegung, die Emmy schon seit Kinderzeiten kannte.

## Leben und Werk
Emmy Welin genoss eine gründliche Erziehung, in der besonders die musikalische Ausbildung eine Hauptrolle spielte. Als Jugendliche wurde sie von Emil Sjögren unterrichtet. Als sie nach dem Tod ihres Vaters 1876 gezwungen war, sich selbst zu versorgen, arbeitete sie als Gouvernante und besuchte das Königliche Höhere Lehrerinnenseminar (Högre lärarinneseminariet). Nach der Ausbildung arbeitete sie an der von ihrer Tante Thorborg Rappe gegründeten Schule für Geistigbehinderte. Dank ihrer Erfahrung und durch ihre Kontakte zum Königlichen Hof wurde sie auch in die Ausbildung des Prinzen Erik Gustaf von Schweden einbezogen.
Als ihre Kinder klein waren, verfasste Emmy Köhler für sie Geschichten, Gedichte und Lieder, die sie auch veröffentlichte, zuerst in Anthologien, bald auch in Notenausgaben, 1898 auch in dem Sammelband Gunnars och Ingas roliga Bok: Sagor och visor (mit Illustrationen ihrer Kusine Ellie Elmblad; 2. Auflage 1907). 1920 erschienen weitere Lieder in Lill' Berits visor: Gamla och nya sånger för barn (mit Illustrationen ihrer Tochter Ingrid von Werdenhoff). Zu den bekanntesten Werken gehören Den lille vedhuggaren (zuerst 1894 in dem Weihnachtskalender Jultomten mit Illustrationen von Elsa Beskow), das Weihnachtslied Raska fötter springa tripp, tripp, tripp (1901 zu einem Text Sigrid Sköldberg-Pettersson) und vor allem Nu tändas tusen juleljus (zuerst 1899 in dem von Lina Sandell-Berg herausgegebenen Kalender Korsblomman). Wie Köhlers andere Lieder wurde es seit der Entstehung in vielen Liederbüchern abgedruckt und über Jahrzehnte hinweg in schwedischen Familien gesungen; es wurde aber erst 1986 in das offizielle Gesangbuch der Schwedischen Kirche aufgenommen. Es gibt Nachdichtungen in viele Sprachen, auch ins Deutsche (Die Weihnachtslichter leuchten hell). Trotz der Popularität vor allem dieses Liedes hat Köhler in der Literaturwissenschaft wenig Beachtung gefunden. Ihre Texte werden heutzutage als nationalistisch und moralisierend angesehen.
Während die Lieder und Kinderbücher anfangs nur unter den Initialen E. K. veröffentlicht wurden, nutzte Köhler für die Artikel und Novellen, die sie in der Ny illustrerad tidning, der Svensk Damtidning und der Wochenzeitung Idun ab 1903 schrieb, das Pseudonym „Eyvor Stéen“. 
Emmy Köhler wurde 1897 in die einflussreiche weibliche Kulturvereinigung Sällskapet Nya Idun hineingewählt.
Nach ihrem Tod wurde Köhler auf dem Friedhof der Kirche von Fresta bestattet. 2019 eröffnete Erzbischof Gunnar Weman dort in der alten Glöcknerwohnung das Emmy Köhlers Musikmuseum för Barnvisor.

## Weitere Schriften
- Tre julberättelser. Hökerberg, Stockholm 1898.
- Några drag ur Thorborg Rappes lif. Stockholm 1903.